# Iga Baumgart-Witan
Iga Baumgart-Witan (sinh ngày 11 tháng 4 năm 1989) là một vận động viên chạy nước rút người Ba Lan chuyên chạy cự ly 400 m. Cô đã giành được một số huy chương tại các giải vô địch lớn trong khuôn khổ nội dung chạy tiếp sức 4 × 400 mét của Ba Lan, bao gồm một huy chương vàng ở nội dung tiếp sức hỗn hợp và một huy chương bạc ở nội dung tiếp sức nữ tại Thế vận hội Tokyo 2020.
Baumgart-Witan đã đại diện cho Ba Lan trong các cuộc thi tiếp sức tại Thế vận hội London 2012 và Rio 2016 cũng như tại 5 giải vô địch thế giới. Cô đã giành được ba danh hiệu quốc gia Ba Lan.

## Thành tích thi đấu
| Năm  | Giải đấu                         | Địa điểm               | Thứ hạng     | Nội dung           | Chú thích     |
| ---- | -------------------------------- | ---------------------- | ------------ | ------------------ | ------------- |
| 2007 | Vô địch Thanh thiếu niên Châu Âu | Hengelo, Hà Lan        | Hạng 12 (h)  | 400 m              | 54.69         |
| 2007 | Vô địch Thanh thiếu niên Châu Âu | Hengelo, Hà Lan        | Hạng 5       | 4 × 400 m tiếp sức | 3:39.26       |
| 2009 | Vô địch U23 Châu Âu              | Kaunas, Lithuania      | Hạng 18 (h)  | 400 m              | 54.97         |
| 2009 | Vô địch U23 Châu Âu              | Kaunas, Lithuania      | Hạng 6       | 4 × 400 m tiếp sức | 3:33.49       |
| 2011 | Vô địch U23 Châu Âu              | Ostrava, Cộng hòa Séc  | Hạng 18 (h)  | 400 m              | 54.53         |
| 2011 | Vô địch U23 Châu Âu              | Ostrava, Cộng hòa Séc  | Hạng 4       | 4 × 400 m tiếp sức | 3:36.42       |
| 2012 | Vô địch Châu Âu                  | Helsinki, Phần Lan     | Hạng 8       | 4 × 400 m tiếp sức | 3:30.17       |
| 2012 | Thế Vận Hội                      | London, Vương Quốc Anh | Hạng 13 (h)  | 4 × 400 m tiếp sức | 3:30.15       |
| 2013 | Vô địch Thế giới                 | Moscow, Nga            | Hạng 9 (h)   | 4 × 400 m tiếp sức | 3:29.75       |
| 2014 | Vô địch Châu Âu                  | Zürich, Thụy Sĩ        | Hạng 5 (h)   | 4 × 400 m tiếp sức | 3:29.79       |
| 2015 | Vô địch Thế giới                 | Bắc Kinh, Trung Quốc   | Hạng 28 (h)  | 400 m              | 52.02         |
| 2016 | Vô địch Châu Âu                  | Amsterdam, Hà Lan      | Hạng 2 (h)   | 4 × 400 m tiếp sức | 3:27.72       |
| 2016 | Thế Vận Hội                      | Rio de Janeiro, Brazil | Hạng 7       | 4 × 400 m tiếp sức | 3:27.28       |
| 2017 | Vô địch Trong nhà Châu Âu        | Belgrade, Serbia       | Hạng 14 (sf) | 400 m i            | 53.76         |
| 2017 | Vô địch Trong nhà Châu Âu        | Belgrade, Serbia       | Hạng 1       | 4 × 400 m tiếp sức | 3:29.94       |
| 2017 | Tiếp Sức Thế giới IAAF           | Nassau, Bahamas        | Hạng 2       | 4 × 400 m tiếp sức | 3:28.28       |
| 2017 | Vô địch Thế giới                 | London, Vương Quốc Anh | Hạng 15 (sf) | 400 m              | 51.81         |
| 2017 | Vô địch Thế giới                 | London, Vương Quốc Anh | Hạng 3       | 4 × 400 m tiếp sức | 3:25.41       |
| 2017 | Universiade                      | Đài Bắc, Đài Loan      | Hạng 6       | 400 m              | 52.46         |
| 2017 | Universiade                      | Đài Bắc, Đài Loan      | Hạng 1       | 4 × 400 m tiếp sức | 3:26.75       |
| 2018 | Vô địch Châu Âu                  | Berlin, Đức            | Hạng 5       | 400 m              | 51.24         |
| 2018 | Vô địch Châu Âu                  | Berlin, Đức            | Hạng 1       | 4 × 400 m tiếp sức | 3:26.59       |
| 2019 | Vô địch Trong nhà Châu Âu        | Glasgow, Scotland      | Hạng 16 (sf) | 400 m i            | 53.83         |
| 2019 | Vô địch Trong nhà Châu Âu        | Glasgow, Scotland      | Hạng 1       | 4 × 400 m tiếp sức | 3:28.77       |
| 2019 | Vô địch Đồng đội Châu Âu         | Bydgoszcz, Ba Lan      | Hạng 1       | 4×400 m tiếp sức   | 3:24.81 EL    |
| 2019 | Vô địch Thế giới                 | Doha, Qatar            | Hạng 8       | 400 m              | 51.29         |
| 2019 | Vô địch Thế giới                 | Doha, Qatar            | Hạng 2       | 4 × 400 m tiếp sức | 3:21.89       |
| 2021 | Thế Vận Hội                      | Tokyo, Nhật Bản        | Hạng 2       | 4 × 400 m tiếp sức | 3:20.53 NR    |
| 2021 | Thế Vận Hội                      | Tokyo, Nhật Bản        | Hạng 1       | 4 × 400 m hỗn hợp  | 3:10.44 OR AR |
| 2022 | Vô địch Trong nhà Thế giới       | Belgrade, Serbia       | Hạng 3       | 4 × 400 m tiếp sức | 3:28.59       |
| 2022 | Vô địch Thế giới                 | Eugene, OR, Hoa Kỳ     | Hạng 10 (h)  | 4 × 400 m tiếp sức | 3:29.34       |
| 2022 | Vô địch Thế giới                 | Eugene, OR, Hoa Kỳ     | Hạng 4       | 4 × 400 m hỗn hợp  | 3:13.70       |
| 2022 | Vô địch Châu Âu                  | Munich, Đức            | Hạng 8       | 400 m              | 51.28         |
| 2022 | Vô địch Châu Âu                  | Munich, Đức            | Hạng 2       | 4×400 m tiếp sức   | 3:21.68 SB    |

1. 1 2  Thời gian của trận đấu; Baumgart-Witan bị thay thế trong trận chung kết.

## Thành tích cá nhân
- 200 mét - 23,77 (+ 2,0 m / s, Gdańsk 2012)
  - 200 mét trong nhà - 24,48 (Spała 2022)
- 400 mét - 51,02 (Doha 2019)
  - 400 mét trong nhà - 51,91 (Toruń 2019)

Tiếp sức
- - Tiếp sức 4 × 400 mét - 3: 20,53 (Tokyo 2021) NR